# Nuoto sincronizzato ai campionati europei di nuoto 2010 - Squadre
La fase preliminare si è svolta il 6 agosto 2010 e vi hanno partecipato 10 squadre. La finale si è svolta il 7 agosto 2010.

## Medaglie
| Posizione | Oro | Argento | Bronzo |
| --------- | --- | --- | --- |
| Paese     | Russia | Spagna | Ucraina |
| Atlete    | Natalia Ischenko Elvira Khasyanova Darya Korobova Aleksandra Patskevich Svetlana Romashina Alla Shishkina Anzhelika Timanina Aleksandra Zueva | Clara Basiana Alba Cabello Ona Carbonell Margalida Crespí Andrea Fuentes Thais Henriquez Paula Klamburg Cristina Salvador | Lolita Ananasova Inga Gillyer Olena Grechyknina Juliya Maryanko Oleksandra Sabada Kateryna Sadurska Kseniya Sydorenko Anna Vološyna |

## Risultati fase preliminare
Dato che le squadre erano inferiori a 12, sono state ammesse tutte alla fase finale.
| Pos. | Nazione     | Tecnico | Libero | Totale |
| ---- | ----------- | ------- | ------ | ------ |
| 1    | Russia      | 48.600  | 49.200 | 97.800 |
| 2    | Spagna      | 47.650  | 48.100 | 95.750 |
| 3    | Ucraina     | 46.150  | 46.300 | 92.450 |
| 4    | Italia      | 45.500  | 46.100 | 91.600 |
| 5    | Francia     | 44.500  | 45.150 | 89.650 |
| 6    | Regno Unito | 43.050  | 43.250 | 86.300 |
| 7    | Bielorussia | 42.700  | 42.150 | 84.850 |
| 8    | Paesi Bassi | 41.400  | 41.700 | 83.100 |
| 9    | Ungheria    | 39.000  | 39.450 | 78.450 |
| 10   | Polonia     | 33.950  | 35.250 | 69.200 |

## Finale
| Pos. | Nazione     | Punti  |
| ---- | ----------- | ------ |
|      | Russia      | 99.000 |
|      | Spagna      | 96.900 |
|      | Ucraina     | 92.800 |
| 4    | Italia      | 91.800 |
| 5    | Francia     | 90.600 |
| 6    | Regno Unito | 87.100 |
| 7    | Bielorussia | 84.200 |
| 8    | Paesi Bassi | 83.200 |
| 9    | Ungheria    | 79.300 |
| 10   | Polonia     | 71.700 |